# Emilia bellioides
Emilia bellioides là một loài thực vật có hoa trong họ Cúc. Loài này được (Chiov.) C.Jeffrey mô tả khoa học đầu tiên năm 1986.